# Josh Waitzkin
Joshua Waitzkin (Nova Iorque, 4 de dezembro de 1976) é um enxadrista, artista marcial e escritor americano.

## Vida
Começou a jogar xadrez aos 6 anos de idade.  Como um competidor escolar, ganhou 8 títulos nacionais e sua carreira juvenil estava imortalizada quando a Paramount Pictures lançou Lances Inocentes, filme baseado na sua vida e amor ao xadrez. Josh se tornou um Mestre Nacional aos 13 anos de idade e Mestre Internacional aos 16 anos. Waitzkin é conhecido pelo seu estilo de ataque sem medo e profundo entendimento de finais de jogos.
Atualmente Waitzkin se dedica a prática das artes marciais, inicialmente o Tai Chi Chuan com o mestre William Chen, tendo vencido diversos campeonatos nacionais e internacionais. Waitzkin também alcançou a graduação faixa preta no Brazilian Jiu Jitsu sob a orientação do sensei brasileiro e campeão mundial Marcelo Garcia. Watzkin e Garcia são fundadores da Marcelo Garcia Academy.
Watzkin é autor do bestseller The Art of Learning: An Inner Journey to Optimal Performance, obra que versa sobre desenvolvimento pessoal, na qual ele relata suas experiências pessoais e métodos de aprendizado que o levaram a ser mestre e campeão no tabuleiro e nas artes marciais que domina.
Trabalhou com a empresa desenvolvedora de Games Ubisoft num dos dos maiores softwares de xadrez, o Chessmaster. Seu personagem aparece no game com um dos desafiantes e também é o professor virtual do jogo.